# Pucking
Pucking osztrák mezőváros Felső-Ausztria Linzvidéki járásában. 2020 januárjában 3979 lakosa volt. 

## Elhelyezkedése

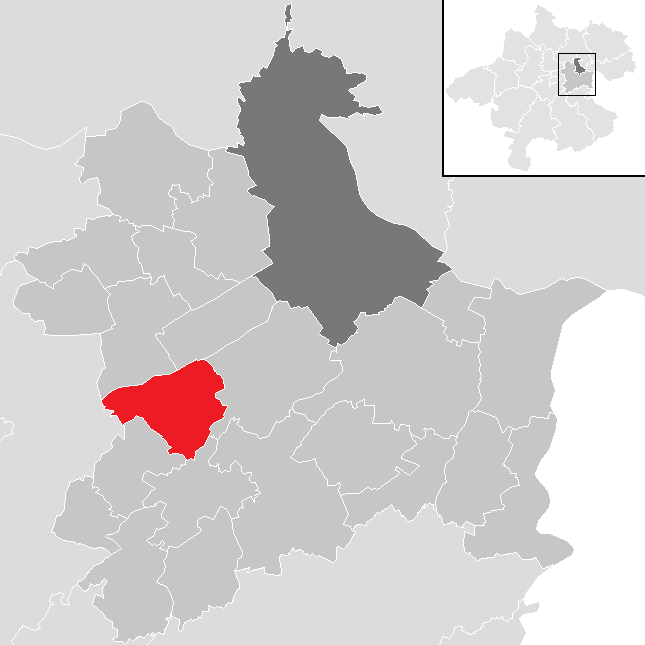
Pucking a Linzvidéki járásban

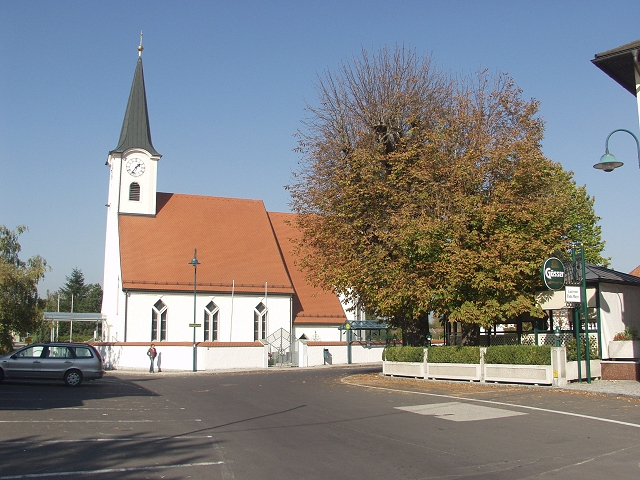
A Szt. Mihály-plébániatemplom

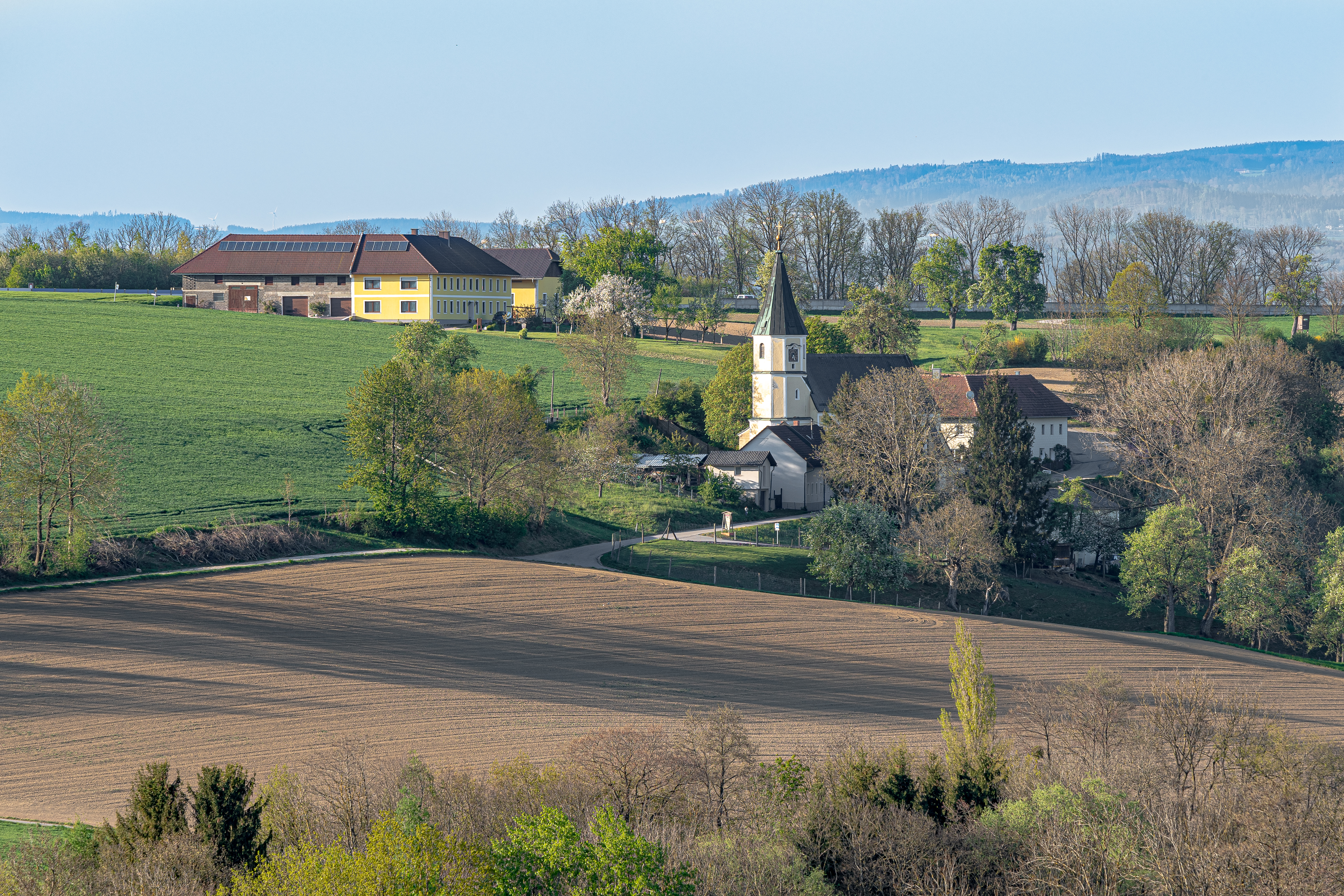
A Szt. Leonhard-templom

Pucking a tartomány Traunviertel régiójában fekszik az Enns és Traun folyók közötti hátságon, a Traun jobb partján. Területének 19,2%-a erdő, 61,6% áll mezőgazdasági művelés alatt. Az önkormányzat 10 településrészt, illetve falut egyesít: Dörfl (42 lakos 2020-ban), Hasenufer (450), Köttsdorf (11), Oberschnadt (180), Pucking (1766), Sammersdorf (1051), Sankt Leonhard (73), Sipbach (75), Unterschnadt (227) és Zeitlham (104).  
A környező önkormányzatok: északra Hörsching, északkeletre Traun, keletre Ansfelden, délre Neuhofen an der Krems, délnyugatra Allhaming, nyugatra Weißkirchen an der Traun, északnyugatra Marchtrenk.  

## Története
Pucking területe a római időkben is lakott volt, a régészek egy ötfős család síremlékét tárták itt fel. Nevét először 1289-ben említik. Térsége a 12. századig a Bajor Hercegséghez tartozott, utána került Ausztriához. 
A napóleoni háborúk során a települést több alkalommal megszállták. 
A köztársaság 01918-as megalakulása után Pucking Felső-Ausztria tartomány része lett. Miután a Német Birodalom 1938-ban annektálta Ausztriát, az Oberdonaui gauba sorolták be. A második világháború után az ország függetlenné válásával ismét Felső-Ausztriához került. 2004-ben mezővárosi rangra emelték. 

## Lakosság
A puckingi önkormányzat területén 2020 januárjában 3979 fő élt. A lakosságszám 1939 óta gyarapodó tendenciát mutat, azóta több mint háromszorosára nőtt. 2018-ban a helybeliek 94%-a volt osztrák állampolgár; a külföldiek közül 1,8% a régi (2004 előtti), 2,2% az új EU-tagállamokból érkezett. 1,7% a volt Jugoszlávia (Szlovénia és Horvátország nélkül) vagy Törökország, 0,4% egyéb országok polgára volt. 2001-ben a lakosok 78,5%-a római katolikusnak, 5,8% evangélikusnak, 2,7% mohamedánnak, 10,4% pedig felekezeten kívülinek vallotta magát. Ugyanekkor 9 magyar élt a mezővárosban; a legnagyobb nemzetiségi csoportokat a német (94,9%) mellett a törökök és a horvátok alkották 1,2-1,2%-kal. 
A népesség változása:

| 2016 | 3 865 |
| 2018 | 3 904 |

## Látnivalók
- a későgótikus Szt. Mihály-plébániatemplom
- a gótikus Szt. Leonhard-templomban a 15. század közepéről származó freskók láthatók.

## Fordítás
- Ez a szócikk részben vagy egészben  a   Pucking című német Wikipédia-szócikk ezen változatának fordításán alapul.  Az eredeti cikk szerkesztőit annak laptörténete sorolja fel. Ez a jelzés csupán a megfogalmazás eredetét és a szerzői jogokat jelzi, nem szolgál a cikkben szereplő információk forrásmegjelöléseként.